# ࢱ
Wāw droit ‹ ࢱ › est une lettre additionnelle de l’alphabet arabe anciennement utilisée dans l’écriture du tatare. Elle est composée d’un wāw ‹ و › dont le trait reste droit.

## Utilisation
En tatar écrit avec l’orthographe de G. Alparov, ‹ ࢱ › a représenté une voyelle fermée postérieure non arrondie /ɯ/.